# Прапор Обертина
Пра́пор Обертина — офіційний символ селища Обертин Івано-Франківського району Івано-Франківської області. Затверджений 21 жовтня 2014 року сесією Обертинської селищної ради. 
Автор проекту — А. Гречило.

## Опис
Квадратне блакитне (синє) полотнище, на якому три срібні (білі) мечі з золотими (жовтими) руків'ями, спрямовані вістрями вниз, посередині поверх мечів йде жовта смуга, завширшки в 1/5 сторони прапора. 

## Зміст
Мечі символізують час виникнення і причини розвитку Обертина як оборонного укріпленого містечка на шляху частих ворожих набігів. Геральдична балка (смуга) означає річку Чорняву, над якою розташоване містечко.